# Tehueltxes

Bandera dels tehueltxes.

Els tehueltxes (del mapudungun: chewel che «gent valenta», o potser d'una de les tribus tehueltxes anomenada teushen més la paraula mapudungun che que vol dir «gent» o «poble») també anomenats patagons, és el nom genèric donats a un conjunt de pobles amerindis de la Patagònia i la regió pampeana a Amèrica del Sud. Diversos especialistes, missioners i viatgers han fet propostes per agrupar-los tenint en compte la similitud dels seus trets culturals, la seva proximitat geogràfica i les seves llengües, encara que entre ells es parlaven llengües que no sempre estaven emparentades entre si, i la seva distribució geogràfica era extensa.
Després del procés històric de gairebé completa extinció d'aquests pobles el terme tehueltxe va passar a referenciar els supervivents de la branca continental austral del grup, ubicats a les províncies de Santa Cruz, Chubut i Río Negro de l'Argentina. Actualment són uns 12.000. Segons el cens argentí de 2001 hi havia 4.300 tehueltxes a les províncies de Chubut i Santa Cruz i uns 1.637 a altres indrets de l'Argentina.
Els primers europeus van arribar al seu territori el 1520 (Ferran de Magallanes va desembarcar a la badia de San Julián i hi va passar l'hivern, anomenant als indígenes "patones" o "patagones" perquè deixaven unes petjades ("patas") molt grans perquè a més de tenir els peus grans, s'embolicaven els peus amb pells. És possible que les històries que explicaren els primers exploradors europeus sobre els patagons, una raça de gegants de Sud-amèrica, es basessin en el fet que els tehueltxes eren uns individus força alts (uns 2 metres, mentre els europeus mitjans mesuraven 1,5 metres).
Durant els segles xvii i XVIII va començar la penetració dels maputxes o araucans a l'est dels Andes, amb finalitats de comerç i aliances, que va comportar una gran influència cultural sobre els tehueltxes i altres pobles, al punt que se l'anomena "araucanització" de les Pampes i la Patagònia. Bona part dels tehueltxes van adoptar moltes dels costums i llengua maputxes, mentre els maputxes adoptaven part de la manera de viures dels tehueltxes i amb això es van difuminar les diferències entre ambdós grups, al punt que els seus descendents es refereixen a si mateixos com maputxe-tehueltxes.
Cal esmentar els noms dels cacics tehueltxes Cacapol i el seu fill Cangapol que durant la primera meitat del segle xviii eren els caps més importants de la regió, que s'estenia des de la serralada dels Andes fins a l'oceà Atlàntic, i des del riu Negro fins al riu Salado. Cangapol tenia la seva seu de govern a la zona de Serra de la Ventana, per la qual cosa se'ls coneixia com a «pampes serrans». Els pampes van saber aliar-se amb els maputxes de l'oest dels Andes per atacar la campanya portenya el 1740, detenint-se només a set llegües de Buenos Aires. En aquest procés, també hi va haver lluites interètniques i cap a principis del segle xix es van lliurar aferrissats combats entre patagons i maputxes a la vora del riu Senguerr o Gengel, sent encara recordada pels maputxes la batalla de Languiñeo; altres combats es van produir a Barrancas Blancas i Shótel Kaike.
En 1821 un exèrcit molutxe amb el suport de milícies xilenes, va derrotar en els guals de Choele Choel a 1800 pampes serrans i als seus cacics Ull Lindo i Anapilco. A partir d'aquest any l'ocupació maputxe va formar una «falca» entre els tehueltxes; uns es van veure desplaçats cap al sud del riu Negro i altres van buscar refugi a l'interior de la Província de Buenos Aires, en els fortins i estàncies argentins.
Cap a la mateixa època, tribus vorogues o voroes o vorogans liderades per un grup de guerrillers realistes coneguts com els germans Pincheira, van desallotjar els tehueltxes o pampes serrans, de les zones de Salines Grans, Guaminí (Laguna de Montaña), Carhué i Epecuén; els pampes van fugir cap a serra de la Ventana, antic assentament de govern del cacic Cangapol. El 1830 els Pincheira i els seus aliats vorogans van dirigir un atac contra els pampes serrans assentats a la Serra de la Ventana i Sauce Chico, matant a molts d'ells, inclusivament als cacics Curitripay, que va caure juntament amb els seus dos fills (Catrileu i Lomo Colorado) i tots els seus capitans. Els vorogans van assassinar als pampes que van escapar de Serra de la Ventana a les portes mateixes del fort de Bahia Blanca. En el mateix any de 1830 els vorogans havien massacrat als pampes del cacic Tetruel, que tenien els seus tendals a Curamalal, prop de l'actual Pigüé.
Aquesta situació va culminar amb la quasi desaparició dels tehueltxes septentrionals a les províncies de Buenos Aires, La Pampa i Neuquén fins al riu Limay, romanent cap a l'oest alguns grups günün-a-kuna, que només es van fusionar amb els maputxes després de l'expedició militar del general Conrado Excelso Villegas en 1886.
Els tehueltxes al sud del riu Negro van tenir com a sobirana una dona: Maria la Gran. El seu successor Casimiro Biguá va ser el primer cap tehueltxe que va jurar fidelitat a la bandera argentina. Els seus fills, els cacics Papón i Mulato, van acabar en una reserva al sud de Xile.
La constitució de l'ètnia pueltxe amb llinatges que incloïen a tehueltxes explica, en part, les actituds de certs caps pueltxes com Catriel, Chucul, Foyel o Sayhueque, els quals o van ser contemporitzadors amb els blancs i criolls o van ser considerats traïdors: Catriel, d'origen gennakenk, va ser ferotgement mort quan combatia aliat als blancs a altres pueltxes més lligats a l'ètnia maputxe, el 1879. Entre els grups formats per aquests mestissatges, es trobaven els ranquels o rankültxes (del mapudungun rankül-che, "gent dels canyars ").
Per historiadors com Rodolfo Casamiquela, es va tractar d'una invasió en què els maputxes gairebé van extingir als tehueltxes per mitjà de la violència, però la interpretació actual maputxe és que es va tractar d'un fenomen més complex que això. Aquesta invasió maputxe va ser utilitzada políticament per negar legitimitat a les reclamacions indígenes al sud argentí, a l'argumentar que es tractaria de peticions fetes per descendents dels invasors "xilens" i no per descendents dels habitants originaris.
Complexos van ser els llaços socials dels tehueltxes amb els immigrants gal·lesos que des de la segona meitat de segle xix van començar a colonitzar Chubut: en general les relacions van ser harmòniques entre els dos pobles, i per això es poden observar avui dia, en zones del Chubut, persones de cabells vermellosos i ulls bridats. En 1870 el cacic Biguá va prometre defensar els gal·lesos de la invasió del cacic huilixe Calfucurá.
Se sap poc de la cultura tehueltxe anterior a l'aparició del cavall encara que la seva organització socioeconòmica s'assemblava a la dels onas de Terra del Foc. La introducció del cavall pels espanyols, animal que van donar a conèixer a partir de 1570, va transformar el model d'organització social dels tehueltxes: es va formar en ells un complex eqüestre. Igual que els amerindis de les grans praderies d'Amèrica del Nord, els tehueltxes també van treballar les estepes de matolls de la Patagònia, vivint principalment del guanac i de la carn de rhea (nyandú o choique), seguida de la carn de huemul, cérvol, mara i fins i tot puma i jaguar, a més de certes plantes (doncs encara que tardanament, van aprendre a conrear la terra). Pel que fa a peixos i mariscs, existien en certs casos tabús: alguns grups tenien, per exemple, prohibit el consum de peixos. Els seus grups solien estar constituïts per entre 50 a 100 membres.
L'adopció del cavall va significar una profunda revolució social en la cultura tehueltxe: la mobilitat que els va oferir va alterar les ancestrals territoralitats i va modificar en gran manera el patró dels desplaçaments, si abans del segle xvii predominaven les transhumàncies est-oest darrere dels guanacs, a partir del complex eqüestre van prendre gran importància els desplaçaments longitudinals (de sud a nord i viceversa) establint extensos circuits d'intercanvi: a mitjan segle xix els tehueltxes australs o aonikenk barataven les seves pells i mol·luscs per cholilas (fruites menors, móres, calafats, llavors de pehuén, llao llao, brots i cabdells de coligüe, etc.) i pomes als gennakenk del Neuquén, l'Alt Valle del riu Negro i de l'anomenat País de les Maduixes o Chulilaw (regió delimitada aproximadament al nord pel llac Nahuel Huapi, a l'est per les serralades baixes i morrèniques anomenades les Patagonidas, a l'oest pels alts cims dels Andes i al sud pel llac Buenos Aires/General Carrera). El cavall, o més exactament l'egua, va passar a ser part principalíssima de la seva dieta, deixant en segon lloc als guanacs. Els selknam de Terra del Foc en canvi no van desenvolupar un complex eqüestre comparable.
A partir de la segona meitat del segle xix, alguns grups aonikenks van ser raptats i exhibits contra la seva voluntat en països com: Bèlgica, Suïssa, Alemanya, França o Anglaterra. La família de la qual es coneixen més dades concretes fou la d'un cap anomenat "Pitioche", qui va ser capturat amb la seva dona i fill. Part d'aquests dramàtics fets formen part del llibre Zoològics Humans de Christian Báez i Peter Mason.
La seva situació a Xile és de completa extinció. El 1905 van patir una epidèmia de verola que va matar el cacic Mulat i a altres de la seva tribu establerts a la vall del riu Zurdo, prop de Punta Arenas. Els supervivents es van refugiar en territori argentí, possiblement a la reserva de Camusu Aike. Grups tehueltxes van continuar posteriorment passant a Xile per caçar guanacs a la regió de Magallanes, on van ser vistos per última vegada al voltant de 1927 provinents de l'àrea de Killik Aike.

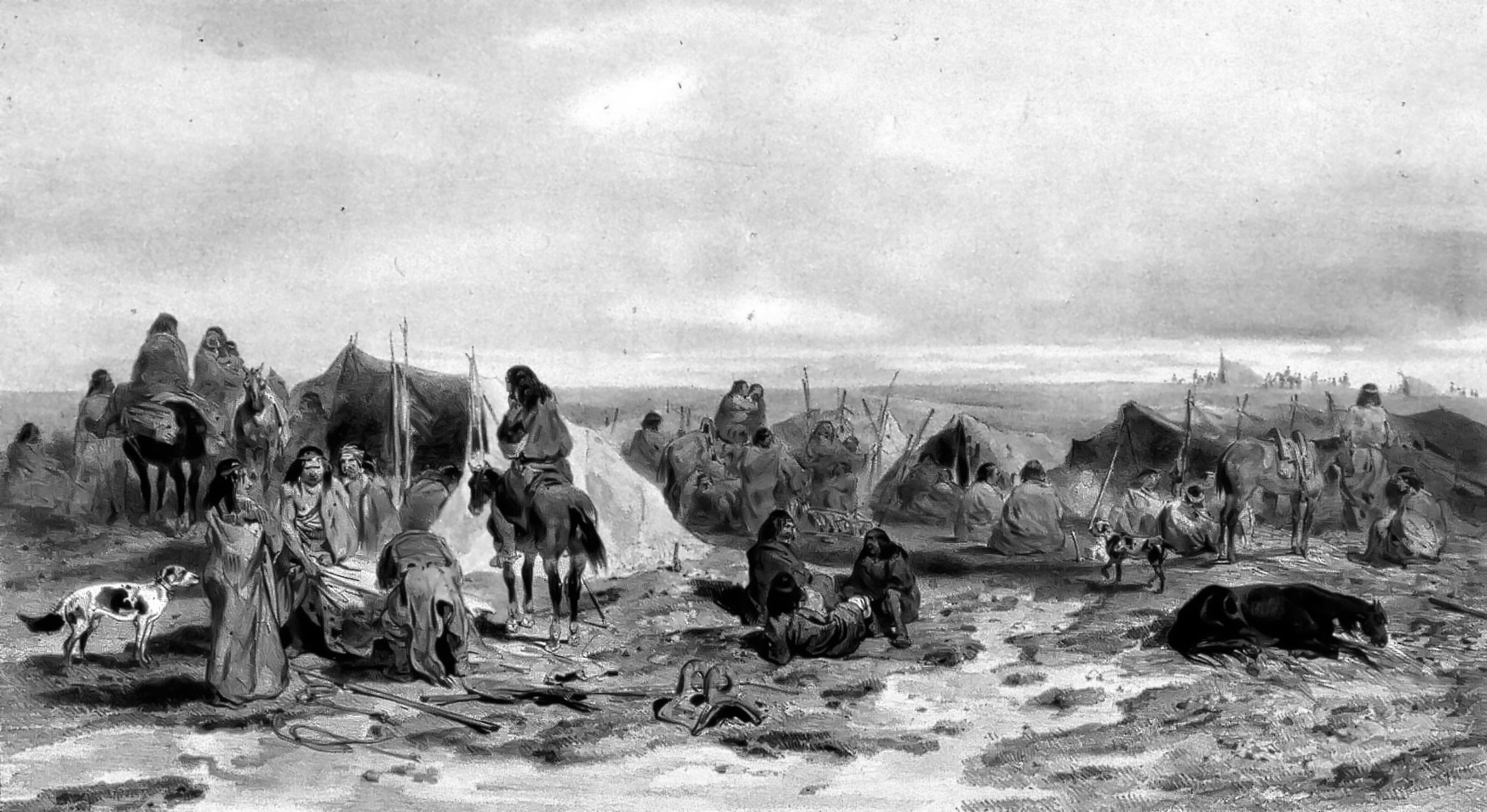
Campament dels tehueltxe 1838

## Llengua
Els tehueltxe originàriament parlaven el tehueltxe, una llengua del grup Chon, però més tard s'araucanitzaren i moltes de les tribus adoptaren com a llengua variants del mapudungun, i el seu nom actual, Tehueltxe, seria originari d'aquesta llengua. La llengua tehueltxe està extingida

## Bandera
La bandera tehueltxe fou dissenyada per Julio Antieco (1929-7 de setembre de 1993) i aprovada oficialment per la llei 4072 (Ley de Reconocimiento de la Bandera Mapuche) sancionada el 14 de març de 1995. En aquesta llei la bandera és qualificada de "símbol i emblema de les comunitats aborígens de la província de Chubut". La bandera tehueltxe és la bandera anomenada de la Patria Vieja de Xile, creada el 1812 i també coneguda com a bandera carrerina per haver estat José Miguel Carrera qui la va manar confeccionar sobre la base dels colors de l'escut d'armes de la família ("De la Carrera"). Com que el 1814 els patriotes xilens van fugir a Mendoza i quan es va organitzar poc després l'Exèrcit dels Andes Carreras fou deixat de costat acusat de col·laborar amb els espanyols, però en realitat probablement per no ser originalment de la logia Lautarina; això va crear problemes a les autoritats portenyes; Carrera llavors va crear un exèrcit maputxe i tehueltxe al que va assignar la seva pròpia bandera, i aquesta tropa va arribar a assolar fins prop de Buenos Aires; aquest fet històric va quedar gravat al subconscient dels tehueltxes que al segle xx van readoptar la bandera però afegint-hi la punta de fletxa per indicar que encara no s'han solucionat els conflictes existents entre els estats nacionals moderns d'origen espanyol i els pobles originaris.
El significat dels colors és: kalfuwuenu o blau, com el cel; plancahuel o blanc, color del cavall sagrat en la rogativa; choz antu o groc, com el sol; queupü, la fletxa, simbolitza l'instrument que va permetre el poble tehueltxe sobreviure (és un instrument de cacera tradicional).